# Margot Ulzheimer
Margot Ulzheimer, bis 16. November 1951 Margot Glöckner (* 30. April 1926 in Frankfurt am Main; † 19. Mai 2023), war eine deutsche Leichtathletin.

## Sportliche Karriere
Margot Glöckner begann bei der SG Höchst und trat später für Eintracht Frankfurt an.
Bei den Deutschen Meisterschaften 1950 in Stuttgart gewann sie den Titel im 100-Meter-Lauf. Dabei stellte sie in 12,1 Sekunden ihre persönliche Bestzeit auf. 1946, 1948, 1949 und 1951 war sie jeweils Vierte über 100 Meter. 1952 stand sie bei den Olympischen Spielen in Helsinki als Ersatzläuferin für die Staffel bereit, kam aber nicht zum Einsatz.
Am 16. November 1951 heiratete sie ihren Vereinskameraden Heinz Ulzheimer und blieb mit ihm 65 Jahre bis zu seinem Tod 2016 zusammen. Beruflich war Margot Ulzheimer als kaufmännische Angestellte und als Schneiderin tätig.